# L'Étranger
L'Étranger (título original en francés; en español, El extranjero), op. 53 es una «action musicale» en dos actos de Vincent d'Indy, libreto del compositor, estrenado el 7 de enero de 1903 en el Teatro Real de la Moneda de Bruselas después se repuso el 4 de diciembre de 1903 en la Ópera de París.
Esta ópera rara vez se representa en la actualidad; en las estadísticas de Operabase aparece con solo una representación en el período 2005-2010.

## Números musicales
La partitura no comporta números musicales en tanto que tal, las introducciones sinfónicas (1 por acto) y las escenas (3 por acto) se encadenan sin interrupción.